# Fumonelix jonesiana
Fumonelix jonesiana är en snäckart som först beskrevs av Archer 1938.  Fumonelix jonesiana ingår i släktet Fumonelix och familjen Polygyridae. IUCN kategoriserar arten globalt som otillräckligt studerad. Inga underarter finns listade i Catalogue of Life.